# Echinocereus berlandieri

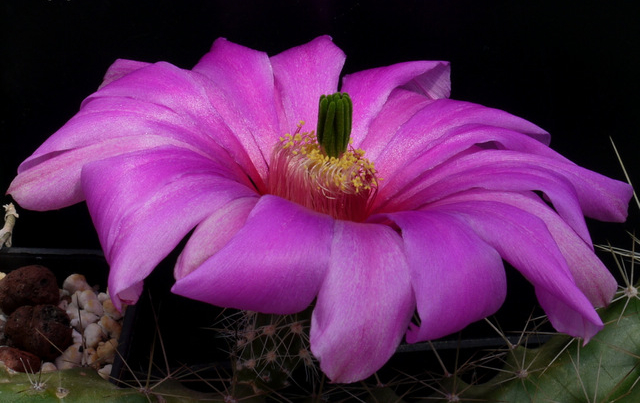
Blüte

Echinocereus berlandieri ist eine Pflanzenart in der Gattung Echinocereus aus der Familie der Kakteengewächse (Cactaceae). Das Artepitheton berlandieri ehrt den aus Belgien stammenden Pflanzensammler Jean Louis Berlandier (1805–1851).

## Beschreibung
Echinocereus berlandieri wächst vieltriebig und bildet Gruppen von bis zu 1 Meter Durchmesser. Die dunkelgrünen bis etwas purpurgrünen, zylindrischen, zu ihrer Basis hin verjüngten Triebe sind niederliegend oder besitzen aufrechte Spitzen. Sie sind 5 bis 60 Zentimeter lang und erreichen Durchmesser von 1,5 bis 3 Zentimeter. Es sind fünf bis sieben, kaum angedeutet gehöckerte Rippen vorhanden. Die ein bis drei kräftigen, auswärts gerichteten, gelblichen bis dunkelbraunen Mitteldornen weisen eine Länge von 2,5 bis 5 Zentimeter auf. Die sechs bis neun weißlichen Randdornen sind 1 bis 2,5 Zentimeter lang.
Die breit trichterförmigen Blüten sind rosafarben bis rötlich purpurfarben und erscheinen unterhalb der Triebspitzen. Sie sind 7 bis 8 Zentimeter lang und erreichen einen Durchmesser von bis zu 7 Zentimeter. Die eiförmigen, grünen Früchte sind 2 bis 2,5 Zentimeter lang. Die darauf befindlichen Dornen fallen ab.

## Verbreitung, Systematik und Gefährdung
Echinocereus berlandieri ist in den Vereinigten Staaten im Süden des Bundesstaates Texas sowie in den benachbarten  mexikanischen Bundesstaaten Nuevo León und Tamaulipas in Höhenlagen bis zu 600 Metern verbreitet.
Die Erstbeschreibung als Cereus berlandieri durch George Engelmann wurde 1856 veröffentlicht. Friedrich Adolph Haage stellte die Art 1859 in die Gattung Echinocereus.
In der Roten Liste gefährdeter Arten der IUCN wird die Art als „Least Concern (LC)“, d. h. als nicht gefährdet geführt.

## Nachweise